# Tomasz Tałach
Tomasz Tałach (ur. 1 kwietnia 1991) – polski judoka.

## Kariera sportowa
Zawodnik SGKS Wybrzeże Gdańsk (od 2004). Brązowy medalista zawodów Pucharu Europy w Boras w 2012. Dwukrotny wicemistrz Polski (2013, 2016) oraz pięciokrotny brązowy medalista mistrzostw Polski w tym czterokrotny w kategorii powyżej 100 kg (2011, 2011 - kat. open, 2012, 2014, 2015). Trzykrotny młodzieżowy mistrz Polski (2011, 2012, 2013). Brat judoczki Karoliny Tałach.